# Амамія Сора
Сора Амамія  (яп. 雨宮 天 Амамія Сора, нар. 28 серпня 1993, Токіо)  — японська сейю і співачка. Співпрацює з компанією Music Ray'n.

## Біографія
Під час навчання в старшій школі Амамія мала колекцію відеозаписів з ролями Міюкі Савасіро, і в цей час вона вирішила стати сейю. 2011 року вона разом з Момо Асакурою і Сііна Нацукавою успішно пройшла прослуховування в компанії Music Ray'n, після чого вони в 2012 році зіграли свої дебютні ролі. 2014 року Амамія отримала першу головну роль, озвучивши Каорі Фудзіма в аніме-серіалі Isshuukan Friends., До якого вона також виконала кінцеву композицію «Kanade» (яп. 奏（かなで）, Канаде, «Симфонія»), кавер-версію пісні групи Sukima Switch. Вона виконала роль Акаме в аніме Akame ga Kill!, Прем'єра якого відбулася в липні того ж року, а також випустила дебютний сингл «Skyreach», що послужив початковою композицією до серіалу. Пізніше Амамія, Асакура і Нацукава утворили групу TrySail, і 13 травня 2015 року вони випустили сингл «Youthful Dreamer», що став опенінгом аніме Denpa Kyoushi.
На дев'ятій церемонії Seiyu Awards, що проходила 7 березня 2015 року, Амамія разом з Рейною Уедою і Аей Судзакі була нагороджена як краща акторка.

## Ролі

### Аніме-серіали
2012
- Aikatsu! — Конацу Хаясе, Вакаба Кудзе, Юна Накаяма
- Shinsekai Yori — Місудзу

2013
- Gaist Crusher — Хідзуі Мідорі
- Log Horizon — Ліліана
- Majestic Prince — Рона
- Sekai de Ichiban Tsuyoku Naritai! — Аїка Хаясе

2014
- Blade & Soul — Дзін Хадзукі
- The Irregular at Magic High School — Хонока Міцуї
- Nanatsu no Taizai — Елізабет Ліонесс
- Isshuukan Friends. — Каорі Фудзіма
- Aldnoah. Zero — Ассейлум Верс Алюзія
- Tokyo Ghoul — Тока Кірішима
- Akame ga Kill! — Акаме

2015
- Aldnoah. Zero — Ассейлом Верс Аллюсія
- Classroom Crisis — Айріс Сірасакі
- Denpa Kyoushi — Мінако Кано
- Monster Musume no Iru Nichijou — Міа
- Ninja Slayer from Animation — Кокі Ямото
- Punch Line — Мікатан Наругіно
- Plastic Memories — Айла
- Tokyo Ghoul √A — Тока Кірішима

2016
- Kono Subarashii Sekai ni Shukufuku o! — Аква
- Bungou Stray Dogs — Еліза
- Divine Gate — Юкарі
- High School Fleet — Моека Тіна
- Shuumatsu no Izetta — Софія
- Puzzle &amp; Dragons — Сонія
- Qualidea Code — Аой Яегакі
- Nanatsu no Taizai — Елізабет Ліонес
- WWW.Working!! — Сіхо Камакура

2017
- Hand Shakers — Мусубі
- Kono Subarashii Sekai ni Shukufuku o! 2 — Аква
- Battle Girl High School — Харука Нарумі
- Re: Creators — Руї Кано

2018
- Beatless — Методе
- Killing Bites — Хітомі Удзакі
- Nanatsu no Taizai — Елізабет Ліонес
- Tokyo Ghoul: re — Тока Кірішима
- Overlord II — Круш Лулу

### Анімаційні фільми
- The Idolmaster Movie: Kagayaki no Mukougawa e! (2014 року) — Сіхо Кітадзава
- Love Live! The School Idol Movie (2015) — шкільний ідол
- Date A Live: Mayuri Judgment (2015) — Маюри
- Kokoro ga Sakebitagatterunda. (2015) — Нацукі Ніто
- Gekijouban Ginga Kikoutai Majestic Prince (2016) — Юі Магаланес
- Zutto Mae Kara Suki Deshita: Kokuhaku Jikkou Iinkai (2016) — Сена Нарумі
- Suki ni Naru Sono Shunkan o: Kokuhaku Jikkou Iinkai (2016) — Сена Нарумі
- Blame! (2017) — Дзуру
- Mahouka Koukou no Rettousei: Hoshi o Yobu Shoujo (2017) — Хонока Міцуї

### OVA
- Kono Subarashii Sekai ni Shukufuku o! (2016) — Аква
- Monster Musume no Iru Nichijou SP (2016) — Міа
- High School Fleet (2017) — Моека Тіна
- Kono Subarashii Sekai ni Shukufuku o! (2017) — Аква

### ONA
- Tenkuu Shinpan (2014 року) — Юрі Хондзе
- Channel 5.5 (2014 року) — Марія-Антуанетта
- Oniku Daisuki! Zeushi-kun Season 2 (2015) — мати Дзеусі
- Ninja Slayer (2015) — Ямото Кокі

### Відеоігри
- The Idolmaster Million Live! (2013) — Сіхо Кітадзава
- Gaist Crusher (2013) — Хісуї Мідорі
- Freedom Wars (2014 року) — Сідзука Лоран
- Mahouka Koukou no Rettousei: LOST ZERO (2014 року) — Міцуї Хонока
- Mahouka Koukou no Rettousei: Out of Order (2014 року) — Міцуї Хонока
- Battle Girl High School (2015) — Нарумі Харука
- Granblue Fantasy (2015) — Дороті
- Nanatsu no Taizai: Pocket no Naka no Kishi-dan (2015) — Елізабет Ліонес
- Nanatsu no Taizai: Shinjitsu no Enzai (2015) — Елізабет Ліонес
- Twilight Lore (2015) — Еббі
- MeiQ: Labyrinth of Death (2015) — Флеа
- World of Final Fantasy (2016) — Рейн

### Ігрове кіно
- Isshuukan Friends (2017)

## Дискографія

### Сингли
| Дата виходу       | Сингл                 | Вища позиція в чарті Oricon |
| ----------------- | --------------------- | --------------------------- |
| 13 серпня 2014    | «Skyreach»            | 13                          |
| 19 листопада 2014 | «Tsukiakari» (月灯り) | 25                          |
| 9 вересня 2015    | «Velvet Rays»         | 20                          |
| 26 липня 2017     | «Irodori»             | 8                           |
| 13 грудня 2017    | «Eternal»             | 15                          |
| 9 травня 2018     | «Chikai» (誓い)       | 10                          |

### Альбоми
| Дата виходу    | Альбом       | Вища позиція в чарті Oricon |
| -------------- | ------------ | --------------------------- |
| 7 вересня 2016 | Various BLUE | 7                           |